# Edward Scicluna

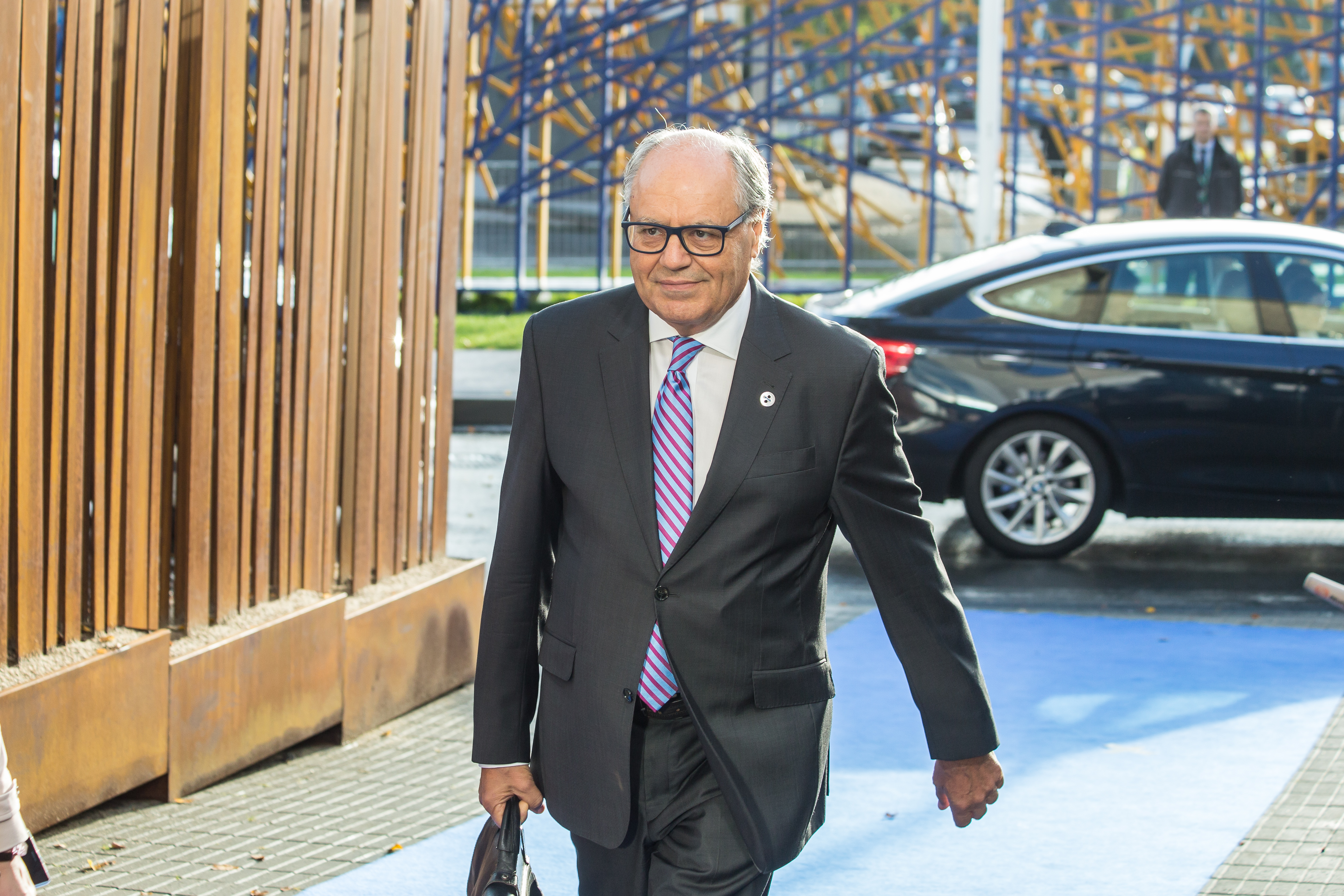
Edward Scicluna

Edward Scicluna (* 12. Oktober 1946 in Naxxar) ist ein maltesischer Wirtschaftswissenschaftler und Politiker. Seit dem 1. Januar 2021 ist er Präsident der Bank Ċentrali ta’ Malta. Von 2009 bis 2013 war er nach der Europawahl Abgeordneter im Europaparlament für die Malta Labour Party. Vom 13. März 2013 bis zum 22. November 2020 war er Finanzminister von Malta.

## Leben
Nach seiner Schulzeit studierte Scicluna Politik- und Wirtschaftswissenschaften an der University of Oxford sowie an der Universität Malta, wo er 1975 den Master erreichte. 1982 promovierte er in Wirtschaftswissenschaften an der Universität Toronto. Nach seinem Studium war Scicluna von 1981 bis 2009 als Hochschullehrer für Wirtschaftswissenschaften an der Universität Malta angestellt. Des Weiteren war er von 1996 bis 2003 Direktor der Zentralbank von Malta. Sciciluna ist Aufsichtsratsmitglied in verschiedenen Unternehmen auf Malta. Er ist verheiratet mit Astrid Bartoli und hat zwei Kinder.